# Anton Gherescu
Anton Lebiez Gherescu (n. 1 octombrie 1863 - d. ?) a fost unul dintre ofițerii Armatei României, care a exercitat comanda unor mari unități și unități militare, pe timp de război, în perioada Primului Război Mondial și operațiilor militare postbelice. 
A îndeplinit funcția de comandant de brigadă în anul 1918.

## Cariera militară
Anton L. Gherescu a ocupat diferite poziții în cadrul unităților de infanterie ale armatei române, avansând până în anul 1907 la gradul de maior. A fost locotenent-colonel în 1913, colonel în 1916 și general de brigade în 1918
În perioada Primului Război Mondial a îndeplinit funcția de comandant al Regimentului 67 Infanterie și comandant al Brigăzii 13 Infanterie:p. 243, 308
În cadrul acțiunilor militare postbelice, a fost comandant în rang de general al Brigăzii 13 Infanterie. :p. 311

## Decorații
- Ordinul „Coroana României”, în grad de ofițer (1905) [1]:p. 441
- Ordinul „Steaua României”, în timp de război (1913) [1]:p. 441
- Medalia „Răsplata Muncii”, (1906) [1]:p. 441